# デン
デン（Den）はエジプト第1王朝の5代目のファラオ。
女王メルネイトの子であり、父親はおそらくジェトである。記録によれば、デンの治世下にシナイ半島においてベドウィンとの戦争が行われた。また彼は「二国の王」という称号や赤と白の二重の王冠を初めて用いたファラオである。
アビュドスのウンム・エル＝カアブにある彼の墓の床は赤い花崗岩でできている。
トビー・ウィルキンソンによるパレルモ石の研究によると、デンの治世は少なくとも32年に及ぶという。